# Stypommisa fulviventris
Stypommisa fulviventris är en tvåvingeart som först beskrevs av Macquart 1846.  Stypommisa fulviventris ingår i släktet Stypommisa och familjen bromsar. Inga underarter finns listade i Catalogue of Life.